# Parafia Ścięcia św. Jana Chrzciciela w Pleszewie
Parafia pw. Ścięcia św. Jana Chrzciciela w Pleszewie – parafia rzymskokatolicka należąca do dekanatu Pleszew diecezji kaliskiej. Została utworzona w XIII wieku. 